# 星球大战 绝地武士：西斯之谜
《星球大战 绝地武士：西斯之谜》是一款由LucasArts制作和发行的第一人称射击游戏。游戏于1998年2月在Windows发行。
《西斯之谜》是主要是第一人称射击游戏，但也融入了第三人称视角。
《西斯之谜》获得好评，GameRankings给予75.60%的分数。